# Vide entre Vinhas
Vide Entre Vinhas é uma povoação portuguesa do Município de Celorico da Beira que foi sede da extinta Freguesia de Vide Entre Vinhas, freguesia que tinha 8,41 km² de área e 165 habitantes (2011), e, por isso, uma densidade populacional de 19,6 hab./km².
A Freguesia de Vide Entre Vinhas foi extinta em 2013, no âmbito de uma reforma administrativa nacional, tendo sido agregada às freguesias de Cortiçô da Serra e Salgueirais, para formar uma nova freguesia denominada União das Freguesias de Cortiçô da Serra, Vide Entre Vinhas e Salgueirais com a sede em Cortiçô da Serra.
Vide Entre Vinhas pertence à rede de Aldeias de Montanha.

## População
| Totais e grupos etários | Totais e grupos etários | Totais e grupos etários | Totais e grupos etários | Totais e grupos etários | Totais e grupos etários | Totais e grupos etários | Totais e grupos etários | Totais e grupos etários | Totais e grupos etários | Totais e grupos etários | Totais e grupos etários | Totais e grupos etários | Totais e grupos etários | Totais e grupos etários | Totais e grupos etários |
| ----------------------- | ----------------------- | ----------------------- | ----------------------- | ----------------------- | ----------------------- | ----------------------- | ----------------------- | ----------------------- | ----------------------- | ----------------------- | ----------------------- | ----------------------- | ----------------------- | ----------------------- | ----------------------- |
|                         | 1864                    | 1878                    | 1890                    | 1900                    | 1911                    | 1920                    | 1930                    | 1940                    | 1950                    | 1960                    | 1970                    | 1981                    | 1991                    | 2001                    | 2011                    |
|                         | 525                     | 571                     | 532                     | 560                     | 568                     | 523                     | 483                     | 506                     | 510                     | 532                     | 465                     | 320                     | 209                     | 195                     | 165                     |
| i)                      |                         |                         |                         |                         |                         |                         |                         |                         |                         |                         |                         |                         |                         | 21                      | 13                      |
| ii)                     |                         |                         |                         |                         |                         |                         |                         |                         |                         |                         |                         |                         |                         | 24                      | 11                      |
| iii)                    |                         |                         |                         |                         |                         |                         |                         |                         |                         |                         |                         |                         |                         | 76                      | 64                      |
| iv)                     |                         |                         |                         |                         |                         |                         |                         |                         |                         |                         |                         |                         |                         | 74                      | 77                      |

```
i)
 0 aos 14 anos;
 ii)
 15 aos 24 anos; 
iii)
 25 aos 64 anos; 
iv)
 65 e mais anos	
```

## Património
- Igreja de Nossa Senhora da Anunciação;
- Capela de São Miguel.

## Pontos de interesse
- Penedo do Bico na serra do Ralo;
- Penedo Gordo;
- Pedra do Casamento[4].